# Edda Mukabagwiza
Edda Mukabagwiza, née en 1968, est une femme politique Rwandaise et une ancienne diplomate. Depuis 2013, elle est une  membre de la Chambre des députés du Parlement du Rwanda.
Edda Mukabagwiza a précédemment occupé le poste de ministre de la Justice au sein du gouvernement du Rwanda en 2003-2006 et a été haut-commissaire et ambassadeur de la République du Rwanda au Canada et à Cuba en 2007-2013,,.
Elle a été élue pour la première fois à la Chambre des députés en 2013 et a été réélue en 2018. Elle est membre du parti FPR-Inkotanyi. En 2018, la Chambre des députés l'a élu vice-présidente chargée du contrôle gouvernemental et de la législation.